# Дягівська сільська рада
Дягівська́ сільська́ ра́да — адміністративно-територіальна одиниця та орган місцевого самоврядування в Менському районі Чернігівської області. Адміністративний центр — село Дягова.

## Загальні відомості
Дягівська сільська рада утворена у 1918 році.
- Територія ради: 44,14 км²
- Населення ради: 947 осіб (станом на 2001 рік)

## Населені пункти
Сільській раді були підпорядковані населені пункти:
- с. Дягова
- с. Куропіївка
- с. Лютівка
- с. Привільне
- с. Радвине
- с. Руда
- с. Філонівка
- с. Щокоть

## Склад ради
Рада складалася з 12 депутатів та голови.
- Голова ради: Бурка Микола Михайлович
- Секретар ради: Бурка Наталія Миколаївна

### Керівний склад попередніх скликань
| Прізвище, ім'я, по батькові | Основні відомості                                                                                  | Дата обрання | Дата звільнення |
| --------------------------- | -------------------------------------------------------------------------------------------------- | ------------ | --------------- |
| Бурка Микола Михайлович     | Сільський голова, 1965 року народження, освіта вища, член Всеукраїнського об'єднання «Батьківщина» | 26.03.2006   | 31.10.2010      |
| Бурка Микола Михайлович     | Сільський голова, 1965 року народження, освіта вища, безпартійний                                  | 31.10.2010   |                 |

Примітка: таблиця складена за даними сайту Верховної Ради України

### Депутати
За результатами місцевих виборів 2010 року депутатами ради стали:

#### За суб'єктами висування
| Суб'єкт висування                 | Кількість обраних депутатів | %    |
| --------------------------------- | --------------------------- | ---- |
| Самовисування                     | 7                           | 58,3 |
| Комуністична партія України       | 2                           | 16,7 |
| Партія регіонів                   | 2                           | 16,7 |
| Політична партія «Сильна Україна» | 1                           | 8,3  |

#### За округами
| № округу                          | Прізвище, ім'я, по батькові      | Дата визнання обраним | Освіта  | Партійна приналежність                        | Відомості про обраного депутата                                                       |
| --------------------------------- | -------------------------------- | --------------------- | ------- | --------------------------------------------- | ------------------------------------------------------------------------------------- |
| Комуністична партія України       |                                  |                       |         |                                               |                                                                                       |
| 5                                 | Павленко Олег Олегович           | 01.11.2010            | вища    | член Комуністичної партії України             | Дягівська загальноосвітня школа I-III ст., вчитель                                    |
| 11                                | Чумак Григорій Іванович          | 01.11.2010            | середня | член Комуністичної партії України             | пенсіонер                                                                             |
| Партія регіонів                   |                                  |                       |         |                                               |                                                                                       |
| 9                                 | Лисенко Василь Михайлович        | 01.11.2010            | середня | позапартійний                                 | пенсіонер                                                                             |
| 10                                | Горбова Тетяна Василівна         | 01.11.2010            | середня | член Партії регіонів                          | тимчасово не працює                                                                   |
| Політична партія «Сильна Україна» |                                  |                       |         |                                               |                                                                                       |
| 2                                 | Сизоненко Олександр Васильович   | 01.11.2010            | вища    | член Політичної партії «Сильна Україна»       | ЗАТ"Менський Комунальник"                                                             |
| Самовисування                     |                                  |                       |         |                                               |                                                                                       |
| 1                                 | Крута Валентина Іванівна         | 01.11.2010            | середня | позапартійна                                  | Дягівський будинок культури, директор                                                 |
| 3                                 | Бурка Наталія Миколаївна         | 01.11.2010            | вища    | позапартійна                                  | Дягівська сільська рада, секретар                                                     |
| 4                                 | Бутенко Світлана Леонідівна      | 01.11.2010            | вища    | позапартійна                                  | перебуває в декретній відпустці                                                       |
| 6                                 | Брефалова Людмила Іванівна       | 01.11.2010            | середня | позапартійна                                  | ФОП «Брефалова», кафе № 5, власник                                                    |
| 7                                 | Василенко Любов Миколаївна       | 01.11.2010            | середня | позапартійна                                  | Дягівська загальноосвітня школа I-III ст., замісник директора з господарської частини |
| 8                                 | Терещенко Станіслав Анатолійович | 01.11.2010            | середня | член Всеукраїнського об'єднання «Батьківщина» | тимчасово не працює                                                                   |
| 12                                | Доценко Людмила Миколаївна       | 01.11.2010            | середня | позапартійна                                  | Управління праці Менської РДА, соціальний працівник с. Дягова                         |